# Eridolius pygmaeus
Eridolius pygmaeus là một loài tò vò trong họ Ichneumonidae.